# Lamberto Tacoli
 (juillet 2014).
Lamberto Tacoli (né à Cesena, le 1er septembre 1964) est un entrepreneur italien. 
Il est président du conseil d’administration et directeur général de CRN S.p.A, la marque et le chantier naval du Groupe Ferretti, qui s'est spécialisé dans la construction et la vente de méga-yachts de 40 à 90 mètres de long. Il est également vice-président d’UCINA Confindustria Nautica, et vice-président de Pro Recco water-polo. 
Sportif accompli, il voue une véritable passion au football et au squash, des sports qu’il a exercés à un haut niveau pendant de nombreuses années.

## Biographie
Lamberto, di Marcello, di Angelo, Marquis de San Possidonio, est l’aîné des trois fils du Général Marcello Tacoli, Marquis de San Possidonio (mpr), Marquis (m. ultr), Patrizio de Modène (m), Patrizio de Reggio (m), et de Maria Luciana Mainardis. Il a épousé Barbara en 1998, et est le père de Rachele et des jumelles Allegra et Ludovica.

### Formation et premières expériences de travail
Après avoir achevé ses études techniques à l’institut technico-commercial Luigi Settembrini, il se spécialise dans la gestion d’entreprise et les relations publiques à la KTEMA de Bologne. Au terme d’une courte période de stage chez DUCATI ENERGIA S.p.A., dans le service des ventes, il commence en 1988 sa carrière chez Business srl, à Bologne, en tant que coordinateur des bureaux International Trade Business (commerce international).
Il entre en 1989 sur la scène nautique, exerçant jusqu’en 1994 la fonction de directeur des ventes et du marketing chez S.M. ITALIAN YACHTS srl, à Fano (PS), et il devient ensuite son PDG pendant un an.

### La phase entrepreneuriale
En 1996, Lamberto Tacoli lance son activité et crée avec les Moschini Custom Line SpA de Pesaro, dans laquelle entre rapidement Norberto Ferretti sur proposition du jeune Tacoli. C’est la première marque du Groupe Ferretti à construire des embarcations de luxe mesurant de 30 à 43 mètres. Il exerce dès le début la fonction de Directeur général et reste en poste même en 1998, année au cours de laquelle lui et les autres actionnaires vendent leurs parts au Groupe Ferretti.
En 2000, Custom Line Spa est absorbée par CRN S.p.A. Il occupe alors le poste de directeur des ventes et du marketing puis, de 2001 à 2006, il devient PDG de CRN et Custom Line.
En plus d’être vice-président des services des ventes et du marketing, il est nommé en mai 2006 président de CRN S.p.A, poste qu’il occupe encore aujourd’hui.
En juillet 2009, il devient membre du conseil d’administration du Groupe Ferretti, pour lequel il est également élu directeur général des ventes et du marketing (septembre 2009 - décembre 2012).
Le 28 mai 2010, il est nommé vice-président d’UCINA Confindustria Nautica (Union nationale des chantiers et des industries nautiques et connexes).
Depuis juillet 2012, il occupe également le poste de directeur général de CRN S.p.A.

## Postes occupés
Lamberto Tacoli est président et directeur général de CRN S.p.A., vice-président d’UCINA, et vice-président de Pro Recco Pallanuoto. Il fait aussi partie du conseil d’administration de la Fondation Altagamma (période 2013-2015).
En  mai 2013, il est nommé président du club de Spezia Calcio, poste dont il démissionne en novembre de la même année.